# Pseudohadena cymatodes
Pseudohadena cymatodes is een vlinder uit de familie uilen (Noctuidae). De wetenschappelijke naam is voor het eerst geldig gepubliceerd in 1954 door Boursin.
De soort komt voor in Europa.